# Thomas B. Thriges Gade
55°23′53.86″N 10°23′22.17″Ø / 55.3982944°N 10.3894917°Ø
Thomas B. Thriges Gade i Odense var frem til 2014 byens helt centrale færdselsåre, som forbandt byens sydlige og nordlige ende via en firesporet vej, tværs gennem centrum. Gaden er nu under afvikling og bliver fra 2014 til 2020 omdannet til en ny bydel, med husbyggeri og underjordisk parkeringsanlæg i hele gadens længde.
Gaden lukkes i tre etaper hvoraf den første blev lukket for biltrafik 28. juni 2014. Frem til lukningen kørte der dagligt ca. 25.000 biler gennem gaden som løb fra Buchwaldsgade i nord til Albani Torv i syd, hvor gaden fortsættes som Albanigade. Gaden er opkaldt efter den markante fabrikant Thomas B. Thrige, som opbyggede en af Odenses største fabrikker Thrige, som i første halvdel af 1900-tallet var en af Odenses største og mest betydelige arbejdspladser.

## Historie
Gaden blev anlagt i 1960’erne som et led i et stort gadegennembrud, hvor en betydelig del af den gamle bykerne blev fjernet for at skabe plads til en moderne trafikafvikling via anlæggelsen af den nye gade.
Ønsket om at skabe bedre vilkår for den voksende biltrafik voksede allerede i slutningen af 1940'erne og mundede 5. maj 1952 ud i at et enstemmigt byråd i Odense vedtog at det omfattende gadegennembrud skulle udføres og projekteres.
Etableringen af Thomas B. Thriges Gade blev påbegyndt med det første gadegennembrud i maj 1959, og i juni 1963 kunne første etape åbnes for trafik med en tunnel under jernbanen med forbindelse til Skibhusvej, Østre Stationsvej og Hans Mules Gade. I juni 1965 åbnedes for trafik fra Østre Stationsvej til Skulkenborg og gaden stod endeligt færdig i sin fulde længde i 1970.
Gadegennembruddet og etablering af Thomas B. Thriges Gade er det mest radikale indgreb i Odenses bystruktur gennem tiderne og blandt de største i Danmark, og gaden har derfor også siden sin etablering været et meget omdiskuteret element i byplanlægningen i byen. Utilfredsheden med gaden skyldes blandt andet, at Thomas B. Thriges Gade ved sin etablering skar tværs over og delte det gamle Hans Jensens Stræde, hvor H.C. Andersens Hus ligger, og delte Odenses centrale bykerne i to.

## Beslutning om omdannelse
Odense Byråd vedtog i 2008 at lukke gaden og omdanne den til en ny, bilfri bydel med plads til nybyggeri og nye byrum. Samtidig bliver der etableret cirka 1000 underjordiske parkeringspladser. Realdania støtter projektet med 255 millioner kroner, mens Odense Kommune selv betaler 250 millioner kroner. Et partnerskab mellem Realdania og Odense Kommune, kaldet Fra Gade til By, gennemfører omdannelsen af Thomas B. Thriges Gade.
Første halvdel af parkeringsanlægget åbnede i den nordlige halvdel af området med 500 parkeringspladser i oktober 2016. Anden halvdel er planlagt til at åbne i midten af 2019.
I 2017 stod de første huse på den tidligere gade færdige og de første beboere flyttede ind i juni 2017. De fleste nybyggerier i det nordlige projektområde står færdige i 2018. Hele området er planlagt til at stå færdigt i 2020.